# Episodi di Army Wives - Conflitti del cuore (quarta stagione)
La quarta stagione della serie televisiva Army Wives - Conflitti del cuore è stata trasmessa negli Stati Uniti dall'11 aprile 2010 su Lifetime.
In Italia la stagione va in onda dal 1º ottobre 2010 all'11 febbraio 2011 su Fox Life.
In chiaro va in onda dal 10 agosto 2011 su Rai 2.
| nº | Titolo originale     | Titolo italiano           | Prima TV USA   | Prima TV Italia  |
| -- | -------------------- | ------------------------- | -------------- | ---------------- |
| 1  | Collateral Damage    | Danni collaterali         | 11 aprile 2010 | 1º ottobre 2010  |
| 2  | Scars and Stripes    | Cicatrici                 | 18 aprile 2010 | 8 ottobre 2010   |
| 3  | Homefront            | Fronte interno            | 25 aprile 2010 | 15 ottobre 2010  |
| 4  | Be All You Can Be    | Senza alternativa         | 2 maggio 2010  | 22 ottobre 2010  |
| 5  | Guns & Roses         | Rose e pistole            | 9 maggio 2010  | 29 ottobre 2010  |
| 6  | Evasive Maneuvers    | Manovre evasive           | 16 maggio 2010 | 6 novembre 2010  |
| 7  | Heavy Losses         | Gravi perdite             | 23 maggio 2010 | 12 novembre 2010 |
| 8  | Over and Out         | Passo e chiudo            | 6 giugno 2010  | 19 novembre 2010 |
| 9  | New Orders           | Nuovi ordini              | 13 giugno 2010 | 26 novembre 2010 |
| 10 | Trial & Error        | Giudizio ed errore        | 20 giugno 2010 | 3 dicembre 2010  |
| 11 | Safety First         | La sicurezza innanzitutto | 27 giugno 2010 | 10 dicembre 2010 |
| 12 | Change of Station    | Cambio di ordini          | 11 luglio 2010 | 17 dicembre 2010 |
| 13 | Army Strong          | Forte come l'esercito     | 18 luglio 2010 | 7 gennaio 2011   |
| 14 | AWOL                 | Assente senza permesso    | 25 luglio 2010 | 14 gennaio 2011  |
| 15 | Hearts and Minds     | Cuori e menti             | 1º agosto 2010 | 21 gennaio 2011  |
| 16 | Mud, Sweat & Tears   | Fango, sudore e lacrime   | 8 agosto 2010  | 28 gennaio 2011  |
| 17 | Murder in Charleston | Omicidio a Charleston     | 15 agosto 2010 | 4 febbraio 2011  |
| 18 | Forward March        | Marcia in avanti          | 22 agosto 2010 | 11 febbraio 2011 |

## Danni collaterali
- Titolo originale: Collateral Damage
- Diretto da: Allison Liddi
- Scritto da: Jeff Melvoin

### Trama
Frank e Denise capiscono che Jeremy ha cercato di suicidarsi e lo fanno ricoverare in psichiatria. Joan si è ferita a un occhio in Iraq e si sta sottoponendo a una delicata operazione chirurgica che potrebbe farle perdere la vista. Pamela va in vacanza con i figli al mare, senza avvertire il marito Chase, che pensa che lo voglia lasciare. Claudia Joy viene nominata Moglie dell'Anno.
- Guest star:

## Cicatrici
- Titolo originale: Scars and Stripes
- Diretto da: Rob Spera
- Scritto da: Debra Fordham

### Trama
Roland raggiunge Joan in Germania, dove lei si sta riprendendo dall'operazione e recupera la vista. Denise e Frank stanno vicini a Jeremy, che è in ospedale e grazie all'aiuto di Roland inizia ad affrontare la morte del suo amico in missione e il suo tentativo di suicidio. Trevor è costretto a trovarsi un secondo lavoro per i problemi economici causati dalla chiusura forzata dell'Hump bar. Roxy, con l'aiuto di Claudia Joy, cerca di convincere il comando della base a permettere la riapertura del suo bar.
- Guest star:

## Fronte interno
- Titolo originale: Counterattack
- Diretto da: Chris Peppe
- Scritto da: Bruce Zimmerman

### Trama
Lenore scopre che Emmalin ha partecipato a una festa dove una ragazza era ubriaca, e cerca di mettere in cattiva luce Claudia Joy per vincere il premio come Moglie dell'Anno. Terence Prince, il collega di Roland che era fuggito perché ricercato dall'FBI per un attentato, torna da Roland e gli chiede un prestito. Roland lo denuncia e lo fa arrestare, perché non vuole mettersi nei guai a causa sua. Roxy e Trevor dicono ai loro figli TJ e Finn che arriverà un fratellino o una sorellina, ma i due bambini non la prendono bene.
- Guest star:

## Senza alternativa
- Titolo originale: Be All You Can Be
- Diretto da: Kevin Dowling
- Scritto da: Karen Maser

### Trama
Claudia Joy accompagna Emmalin a visitare i college, e incontra una sua vecchia compagna della facoltà di Giurisprudenza, che adesso è professoressa universitaria. Roland organizza il primo compleanno di Sarah Elizabeth : vuole che tutto sia esattamente come lo ha immaginato Joan, che parteciperà in videoconferenza dall'Iraq, ma all'ultimo momento non riesce a collegarsi. Pamela si informa su cosa comporterebbe il divorzio con Chase: i suoi bambini dovrebbero lasciare la scuola e lei perderebbe l'assicurazione sanitaria. Ricardo, una delle reclute di Trevor, non si presenta al suo addestramento. Trevor andrà a cercarlo per convincerlo a rispettare il contratto che ha firmato e a partire.
- Guest star:

## Rose e pistole
- Titolo originale: Guns & Roses
- Diretto da: Emile Levisetti
- Scritto da: Karen Maser

### Trama
Emmalin e Michael programmano una giornata al mare per la Festa della mamma, ma la visita improvvisa della zia Edie manda tutti i loro progetti in fumo. Il figlio della zia Edie è disperso da più di trent'anni, Claudia Joy organizzerà per lei una commemorazione. Anche Trevor vuole organizzare una festa per Roxy, ma i suoi impegni non glielo permettono.
- Guest star: Ann-Margret

## Manovre evasive
- Titolo originale: Evasive Maneuvers
- Diretto da: Melanie Mayron
- Scritto da: Rebecca Dameron

### Trama
Pamela e Claudia Joy organizzano un concerto nella base. Roland propone a Joan di far partecipare al concerto anche i suoi soldati in Iraq attraverso una videoconferenza, che viene predisposta con l'aiuto di Pamela. Nel frattempo Roxy e Denise cercano di aiutare Marisol, una ragazza che viene picchiata dal marito e che decide dopo anni di violenze di denunciarlo e farlo congedare con disonore.
- Guest star: Five for Fighting, Winona Judd

## Gravi perdite
- Titolo originale: Heavy Losses
- Diretto da: Carl Lawrence Ludwig
- Scritto da: James Stanley & Dianne Messina Stanley

### Trama
Pamela non sa se deve fidarsi di Chase e dei suoi tentativi di stare accanto alla famiglia. Lui le promette di lasciare la Delta Force entro quattro anni. Claudia Joy fa domanda di ammissione per terminare i suoi studi in Legge, ma si sente fuori luogo perché tutti gli altri studenti sono giovani. Dopo il suo aborto spontaneo, Roxy sta affrontando momenti difficili e Trevor chiede aiuto a Roland. Jeremy viene promosso al grado di Specialista e chiede a Denise di potersi arruolare di nuovo.
- Guest star:

## Passo e chiudo
- Titolo originale: Over and Out
- Diretto da:
- Scritto da:

### Trama
Joan ritorna alla base, ma al suo ritorno Sarah Elizabeth si rifiuta di stare con sua madre. Denise scopre di essere incinta.
Invece Emmaline, durante una partita di hockey si frattura la gamba. Pamela affronta suo marito, ma i due discutono; la loro figlia, sentendo la loro discussione, decide di scappare da Claudia Joy Holden.
- Guest star:

## Nuovi ordini
- Titolo originale: New Orders
- Diretto da:
- Scritto da:

### Trama
Dopo sei mesi, Pamela ha ormai divorziato con Chase e ha affittato un appartamento fuori dalla base. Tuttavia ha problemi a gestire le spese, dato che non ha ancora trovato lavoro. Chase all'inizio all'oscuro di tutto, si offre di aiutarla. Denise comincia a fare progetti per il suo bambino assieme a Frank; quest'ultimo, a cui era stata affidata Sara Elizabeth per una sera, si trova in difficoltà e chiama Michael: con fatica i due riescono a gestirla. Claudia Joy trova un gruppo di studio su consiglio di un professore. Nel frattempo Roxy scopre che il motivo per cui non riesce a rimanere incinta si può risolvere prendendo una semplice pillola e lo dice felice a Trevor. Lui però le rivela che ha ricevuto l'ordine di partire per l'Afghanistan.
- Guest star:

## Giudizio ed errore
- Titolo originale: Trial & Error
- Diretto da:
- Scritto da:

### Trama
- Guest star:

## La sicurezza innanzitutto
- Titolo originale: Safety First
- Diretto da:
- Scritto da:

### Trama
Alla base si aspetta con trepidazione il centesimo giorno senza incidenti sul campo. Denise, ormai incinta di sei mesi, lavora al centralino del 911 e riceve una chiamata da parte di un bambino, Taylor: sua madre ha avuto un incidente e ha perso conoscenza. Pamela aiuta Denise a rintracciare il bambino, riuscendo così a portare in salvo la donna.
Joan è sospesa dal lavoro per almeno trenta giorni a causa dei suoi problemi neurologici.
- Guest star: Lee Tergesen (Clay Boone)

## Cambio di ordini
- Titolo originale: Change of Station
- Diretto da:
- Scritto da:

### Trama
Pamela conosce la nuova amica di Chase, Kristy, ma pensa che passi troppo tempo con Katie e Lucas.
Frank e Michael ricevono l'ordine di partire per l'Afghanistan. Joan è in terapia, ma credendo di poter guarire in fretta, trascura la salute. Roxy e Trevor rivelano ai bambini che il padre partirà a giorni. I piccoli sono sconvolti e TJ vuole fare l'uomo di casa. Trevor e Roxy litigano per questo.
- Guest star:

## Forte come l'esercito
- Titolo originale: Army Strong
- Diretto da:
- Scritto da:

### Trama
Mentre Joan continua la terapia e non riesce ad accettare il fatto che la ferita al cervello può crearle dei problemi con il suo lavoro, si avvicinano i giorni della partenza di Frank, Michael, Trevor e Jeremy. Roxy vuole un bambino da Trevor, anche se sa che lui sarà assente per un po'. I due quindi decidono di consultare un medico per avere un figlio mediante la fecondazione artificiale, ma dato che è troppo costoso rinunciano a questa idea. Claudia Joy da quando il marito le ha detto che deve partire, ha continui incubi che non rivela a nessuno.
Denise e Frank dopo aver saputo che avranno una bambina, ne decidono il nome: Molly. Pamela intanto, dopo un momento di quasi totale rifiuto, comincia a riconsiderare l'idea degli appuntamenti...
- Guest star: Lee Tergesen (Clay Boone)

## Assente senza permesso
- Titolo originale: AWOL
- Diretto da:
- Scritto da:

### Trama
Le mogli ricevono delle e-mail dai mariti distanti e intanto la specialista Stiles viene arrestata per diserzione, poiché deve occuparsi di sua figlia, in quanto nessuno riesce ad occuparsi di lei. Il professore Chandler e Claudia Joy si occupano della difesa della specialista.
- Guest star:

## Cuori e menti
- Titolo originale: Hearts and Minds
- Diretto da:
- Scritto da:

### Trama
- Guest star:

## Fango, sudore e lacrime
- Titolo originale: Mud, Sweat & Tears
- Diretto da:
- Scritto da:

### Trama
- Guest star:

## Omicidio a Charleston
- Titolo originale: Murder in Charleston
- Diretto da:
- Scritto da:

### Trama
Mentre è in servizio, Pamela arresta una ragazza coperta di sangue. Esclusa dalle indagini perché qualificata, decide di perlustrare la casa dove è avvenuto l'omicidio e vi trova un'agente di Atlanta: Jeena. Il capo di Pamela le obbliga a lavorare insieme. Per entrambe, la ragazza è innocente e viene scagionata in seguito al ritrovamento di un cadavere nel fiume, collegato all'omicidio precedente. I due omicidi sono legati da una pistola usata in un crimine precedente e dal fatto che entrambi i decessi sono di due militari. Jeena e Pamela indagando scoprono che il colpevole è il capo di Pamela, Gibson, e dopo una sparatoria lo arrestano. Jeena propone a Pamela di fare l'esame da detective. Denise è a casa di Claudia Joy quando arriva Joan per parlare di un problema che riguarda Michael.
- Guest star:

## Marcia in avanti
- Titolo originale: Forward March
- Diretto da:
- Scritto da:

### Trama
Claudia Joy viene a sapere che l'elicottero su cui si trovava Michael è precipitato e non ci sono notizie di sopravvissuti. Tutti sono quindi preoccupati, soprattutto Emmalyn. Intanto Jeena, la poliziotta che aveva lavorato con Pamela al caso di omicidio, offre a quest'ultima un posto come detective ad Atlanta e Pamela è molto indecisa sul da farsi. Chiede consiglio a Roxy che sul momento le dice di fare ciò che la renderebbe più felice. Mentre Roxy cerca di gestire il dolore che le porterà la lontananza dell'amica, Roland scopre un metodo per migliorare le sedute con i pazienti: la compagnia di Lucky, il cane della famiglia LeBlanc, li aiuta molto durante la terapia, decide così di adottare un cane. Nel frattempo si hanno nuove notizie dall'Afghanistan: ci sono tre ostaggi provenienti dall'elicottero, uno dei quali è Michael, che vengono liberati da uomini della Delta, tra cui Chase. Data la buona notizia alla famiglia Holden, Joan rivela poi al marito che potrà ritornare in servizio. Durante il diploma di Emmalyn, Michael torna alla base e riabbraccia la sua famiglia. Pamela incontra lì Chase, che le dice che lascerà la Delta per lei. Intanto Jeremy chiama Denise per portarle buone notizie: presto si sposerà con Tania Gabriel. Lo shock di questa rivelazione porta Denise ad avere le doglie e la quarta stagione termina con la nascita della piccola Molly.
- Guest star: